# Nihonhimea japonica
Nihonhimea japonica é uma espécie de aranha da família Theridiidae.

## Distribuição
Esta espécie é nativa do Leste e Sudeste Asiático, em países como Japão, Coreia, Taiwan, China e Laos.

## Morfologia
N. japonica é uma pequena aranha esférica com menos de 5 mm de tamanho corporal, e ambos os sexos têm aparência semelhante. O cefalotórax de N. japonica é de tonalidade laranja claro, com os olhos dispostos em 2 fileiras. Esterno em forma de coração, mais largo perto das fieiras. Epígino fino e curto, marrom-amarelado, com espermateca redonda e esclerotizada, menos retorcida.
Os filhotes, quando emergem, medem cerca de 0,6 mm, e têm o abdômen e cefalotórax amarelos e as pernas pretas.

## Ecologia
Esta aranha é encontrada em florestas abertas em áreas montanhosas, bem como em áreas urbanas e suburbanas.
A aranha costuma ficar em uma teia 3D, com estrutura não viscosa acima, um abrigo de folha pendurada no centro, e uma camada não viscosa abaixo como dispositivo de captura.
O ectoparasitóide Zatypota maculata foi observado parasitando a espécie com oviposição.